# Resistencia Saharaui
La Resistencia Saharaui (RS; en árabe, المقاومة الصحراوية) es una organización activista con fines políticos. Manifiestan su apoyo a la causa de la República Árabe Saharaui Democrática. 

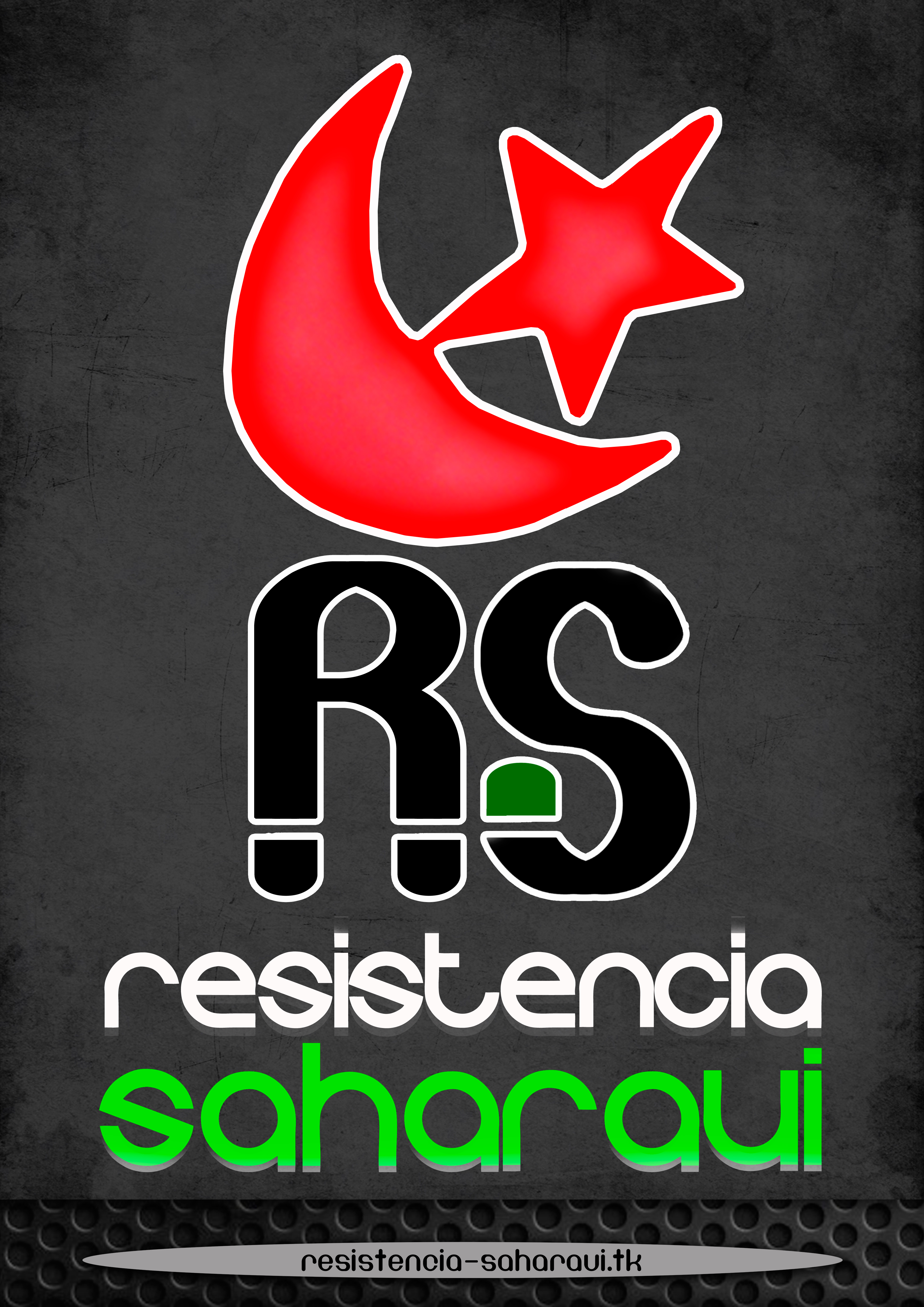

Fue fundada en 2010 en Barcelona por el mexicano de origen saharaui Antonio Velázquez. Su actividad consiste en la acción directa y denuncia de la falta de derechos de los saharauis en el Sahara Occidental mediante campañas de comunicación impulsadas por el Frente Polisario. Entre sus acciones se encuentra el documental Gdeim Izik - El campamento de la Resistencia Saharaui rodado con motivo de las protestas en el Sahara Occidental de 2010-2011.

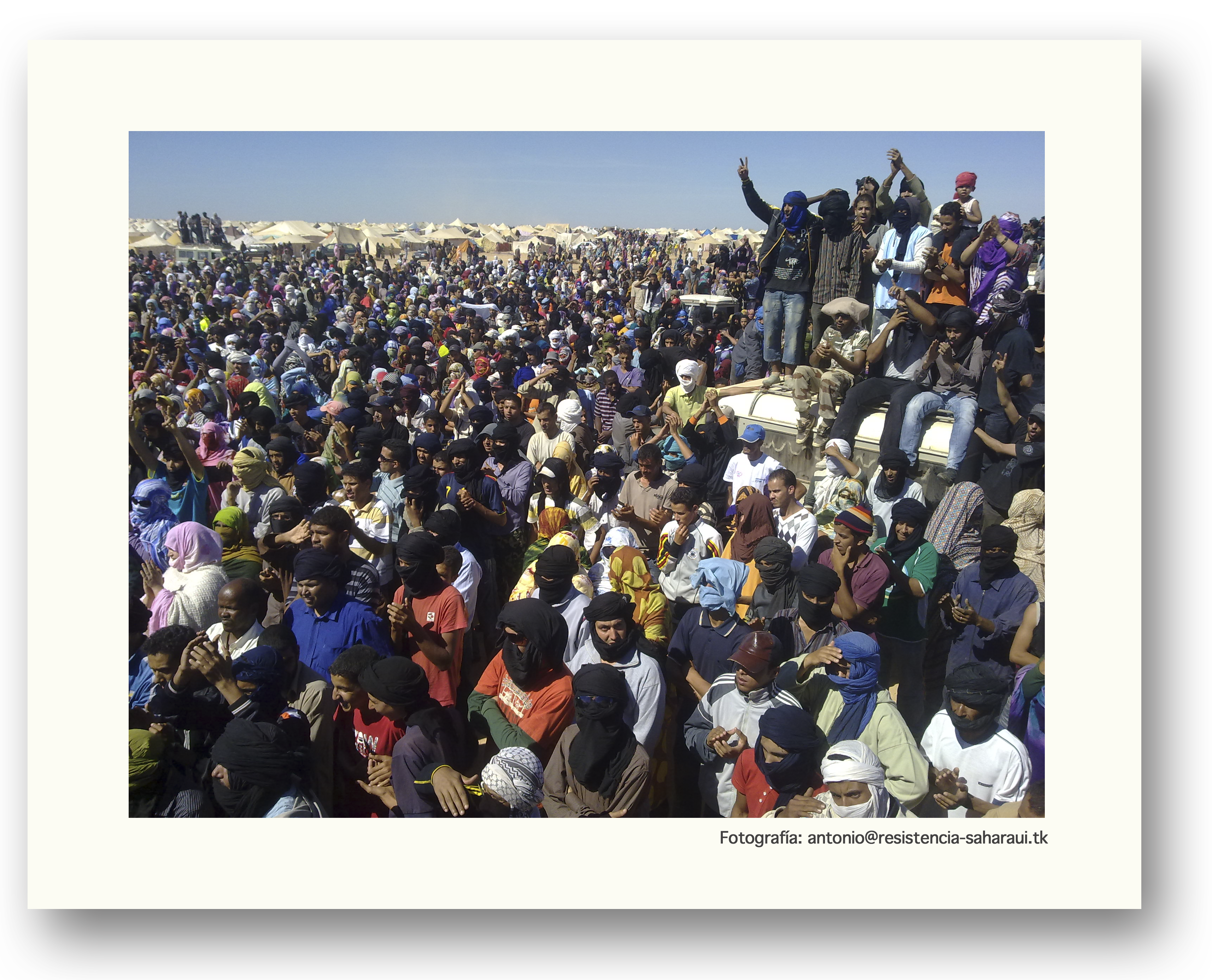

## Premios
- Premio Nacional de derechos humanos por parte de la Asociación Dar Al Karama, Alicante 2011.[2]